# Udinese Calcio 2006-2007
Questa voce raccoglie le informazioni riguardanti l'Udinese Calcio nelle competizioni ufficiali della stagione 2006-2007.

## Stagione
Nella stagione 2006-2007 l'Udinese disputa il massimo campionato, con 46 punti ottiene il decimo posto. Confermato il tecnico Giovanni Galeone, dopo il discreto finale della scorsa stagione, ma la partenza non è delle migliori, nell'ultima del girone di andata i friulani perdono (2-0) a Palermo, il patron Pozzo dà il benservito a Giovanni Galeone, con l'Udinese a 23 punti a metà classifica in nona posizione, al suo posto viene chiamato Alberto Malesani, che con un netto cambio tattico riesce da subito a raccogliere buoni frutti, ma è un fuoco di paglia, perché il finale di torneo è ancora amaro, con l'Udinese che non riesce a tenere il passo con le sue ambizioni, chiudendo con tre sconfitte nelle ultime quattro partite, si deve accontentare del decimo posto, perdendo così la qualificazione alla Coppa UEFA. Nella Coppa Italia i bianconeri superano il Melfi nel primo turno, l'Albinoleffe nel secondo, poi nel terzo turno escono dal torneo, perdendo ad Arezzo (6-5) dopo i calci di rigore.

## Divise e sponsor
| Casa | Trasferta | Terza divisa |

## Rosa
| N. |                      | Ruolo | Calciatore          |
| -- | -------------------- | ----- | ------------------- |
| 1  | Italia (bandiera)    | P     | Morgan De Sanctis   |
| 2  | Colombia (bandiera)  | D     | Cristián Zapata     |
| 3  | Italia (bandiera)    | C     | Damiano Zenoni      |
| 4  | Italia (bandiera)    | C     | Gaetano D'Agostino  |
| 5  | Nigeria (bandiera)   | C     | Christian Obodo     |
| 6  | Italia (bandiera)    | D     | Andrea Coda         |
| 7  | Brasile (bandiera)   | A     | Paulo Vitor Barreto |
| 8  | Italia (bandiera)    | C     | Giampiero Pinzi     |
| 9  | Italia (bandiera)    | A     | Vincenzo Iaquinta   |
| 10 | Italia (bandiera)    | A     | Antonio Di Natale   |
| 11 | Ghana (bandiera)     | C     | Sulley Muntari      |
| 12 | Italia (bandiera)    | P     | Gabriele Paoletti   |
| 14 | Italia (bandiera)    | D     | Cesare Natali       |
| 15 | Italia (bandiera)    | A     | Christian Tiboni    |
| 16 | Italia (bandiera)    | D     | Michele Rinaldi     |
| 17 | Finlandia (bandiera) | D     | Jarkko Hurme        |
| 18 | Ghana (bandiera)     | A     | Asamoah Gyan        |

| N. |                      | Ruolo | Calciatore          |
| -- | -------------------- | ----- | ------------------- |
| 19 | Brasile (bandiera)   | D     | Felipe              |
| 20 | Italia (bandiera)    | D     | Andrea Dossena      |
| 21 | Colombia (bandiera)  | C     | Abel Aguilar        |
| 21 | Rep. Ceca (bandiera) | D     | Tomáš Zápotočný     |
| 22 | Uruguay (bandiera)   | C     | Juan Surraco        |
| 23 | Finlandia (bandiera) | C     | Roman Erëmenko      |
| 24 | Paraguay (bandiera)  | C     | Claudio Vargas      |
| 26 | Italia (bandiera)    | D     | Marco Motta         |
| 27 | Paraguay (bandiera)  | C     | José Montiel        |
| 29 | Italia (bandiera)    | C     | Raffaele De Martino |
| 34 | Italia (bandiera)    | D     | Massimo Gotti       |
| 40 | Finlandia (bandiera) | C     | Jani Virtanen       |
| 66 | Rep. Ceca (bandiera) | C     | Tomáš Sivok         |
| 70 | Italia (bandiera)    | P     | Fabrizio Casazza    |
| 77 | Brasile (bandiera)   | A     | Thiago Schumacher   |
| 82 | Serbia (bandiera)    | D     | Aleksandar Luković  |
| 86 | Brasile (bandiera)   | C     | Guilherme Siqueira  |

## Risultati

### Serie A

#### Girone di andata
| Arbitro: | Mazzoleni (Bergamo) |

|            |           |  |
| Zanchi 73’ | Marcatori |  |

| Arbitro: | Pantana (Macerata) |

|                          |           |  |
| Di Natale 25’ Felipe 65’ | Marcatori |  |

| Arbitro: | Bertini (Arezzo) |

|                                        |           |                                    |
| G. Delvecchio 44’ Volpi 68’ Flachi 77’ | Marcatori | 4’ Di Natale 16’ Iaquinta 43’ Gyan |

| Arbitro: | Bergonzi (Genova) |

|              |           |  |
| Iaquinta 40’ | Marcatori |  |

| Udine 1º ottobre 2006, ore UTC+1 5ª giornata | Udinese           | 0 – 0 referto | Ascoli | Stadio Friuli\| Arbitro: \| Herberg (Messina) \| |
| Arbitro:                                     | Herberg (Messina) |               |        |                                                  |

| Arbitro: | Palanca (Roma) |

|  |           |                              |
|  | Marcatori | 7’ Muntari 11’, 66’ Iaquinta |

| Udine 22 ottobre 2006, ore UTC+1 7ª giornata | Udinese       | 0 – 0 referto | Inter | Stadio Friuli\| Arbitro: \| Pieri (Lucca) \| |
| Arbitro:                                     | Pieri (Lucca) |               |       |                                              |

| Arbitro: | Giannoccaro (Lecce) |

|              |           |           |
| Matteini 60’ | Marcatori | 57’ Obodo |

| Arbitro: | Bertini (Arezzo) |

|  |           |                |
|  | Marcatori | 66’ M. Ferrari |

| Arbitro: | Rocchi (Firenze) |

|              |           |  |
| Bakayoko 73’ | Marcatori |  |

| Arbitro: | Bergonzi (Genova) |

|                                         |           |  |
| Rocchi 32’, 82’ Mauri 41’, 74’ Oddo 78’ | Marcatori |  |

| Arbitro: | Farina (Novi Ligure) |

|                            |           |  |
| Gyan 19’ Iaquinta 44’, 79’ | Marcatori |  |

| Arbitro: | Pantana (Macerata) |

|                 |           |  |
| Obinna 31’, 73’ | Marcatori |  |

| Arbitro: | Bertini (Arezzo) |

|              |           |                |
| Iaquinta 69’ | Marcatori | 35’ R. Bianchi |

| Arbitro: | Damato (Barletta) |

|             |           |  |
| Spinesi 68’ | Marcatori |  |

| Arbitro: | Herberg (Messina) |

|                                  |           |           |
| Pinzi 17’ Iaquinta 27’ Obodo 52’ | Marcatori | 83’ Cocco |

| Arbitro: | Pierpaoli (Firenze) |

|             |           |                                |
| Tissone 46’ | Marcatori | 51’ De Martino 90+4’ Di Natale |

| Arbitro: | Rizzoli (Bologna) |

|  |           |                                            |
|  | Marcatori | 31’ (rig.) Kaká 35’ Gilardino 76’ Oliveira |

| Arbitro: | Morganti (Ascoli Piceno) |

|                             |           |  |
| Caracciolo 32’ Zaccardo 75’ | Marcatori |  |

#### Girone di ritorno
| Arbitro: | Ciampi (Roma) |

|              |           |  |
| Iaquinta 76’ | Marcatori |  |

| Arbitro: | Brighi (Cesena) |

|                       |           |                                |
| Abbruscato 77’, 90+3’ | Marcatori | 18’ Obodo 33’ Barreto 61’ Gyan |

| Arbitro: | Damato (Barletta) |

|              |           |  |
| Iaquinta 53’ | Marcatori |  |

| Arbitro: | Ayroldi (Molfetta) |

|                           |           |  |
| Reginaldo 16’ Pazzini 44’ | Marcatori |  |

| Arbitro: | De Marco (Chiavari) |

|                 |           |                          |
| Soncin 58’, 69’ | Marcatori | 36’ Iaquinta 42’ Barreto |

| Arbitro: | Pieri (Genova) |

|                                     |           |                                              |
| Di Natale 42’, 68’ (rig.) Obodo 84’ | Marcatori | 8’ Budan 78’ Parravicini 86’ (rig.) G. Rossi |

| Arbitro: | Bergonzi (Genova) |

|            |           |           |
| Crespo 66’ | Marcatori | 47’ Obodo |

| Arbitro: | Brighi (Cesena) |

|  |           |           |
|  | Marcatori | 18’ Pozzi |

| Arbitro: | Mazzoleni (Bergamo) |

|                                    |           |          |
| Totti 32’ (rig.), 60’ Perrotta 39’ | Marcatori | 69’ Gyan |

| Arbitro: | Celi (Campobasso) |

|                                                |           |  |
| Di Natale 34’, 69’ Gyan 37’ Barreto 83’ (rig.) | Marcatori |  |

| Arbitro: | Paparesta (Bari) |

|                                     |           |                                                   |
| Di Natale 58’ (rig.) Iaquinta 90+2’ | Marcatori | 18’ G. Stendardo 50’ Mauri 51’ Behrami 60’ Rocchi |

| Arbitro: | Ciampi (Roma) |

|                         |           |                            |
| Maccarone 77’ Negro 83’ | Marcatori | 43’ Di Natale 60’ Iaquinta |

| Arbitro: | Stefanini (Prato) |

|                            |           |               |
| Iaquinta 34’ Di Natale 73’ | Marcatori | 9’ Pellissier |

| Arbitro: | Tagliavento (Terni) |

|             |           |             |
| Amoruso 87’ | Marcatori | 26’ Muntari |

| Arbitro: | Marelli (Como) |

|  |           |                    |
|  | Marcatori | 53’ (rig.) Spinesi |

| Arbitro: | Trefoloni (Siena) |

|                         |           |             |
| Marchini 66’ Capone 85’ | Marcatori | 44’ Muntari |

| Arbitro: | Pierpaoli (Firenze) |

|               |           |                                                |
| Gyan 27’, 73’ | Marcatori | 45+3’ (rig.) Zampagna 77’ Tissone 89’ C. Vieri |

| Arbitro: | Gervasoni (Mantova) |

|                                    |           |                                    |
| Gourcuff 36’ Costacurta 57’ (rig.) | Marcatori | 10’ Gyan 53’ Di Natale 61’ Barreto |

| Arbitro: | Salati (Trento) |

|           |           |                           |
| Sivok 21’ | Marcatori | 14’ Caracciolo 73’ Corini |

### Coppa Italia

#### Turni preliminari
| Arbitro: | Pantana (Macerata) |

|  |           |                                                  |
|  | Marcatori | 4’ Natali 13’, 34’ Di Natale 27’ Christian Obodo |

| Arbitro: | Stefanini (Prato) |

|              |           |                      |
| Rabito 45+4’ | Marcatori | 24’ Tiboni 96’ Pinzi |

| Arbitro: | Dondarini (Finale Emilia) |

|                                                                        |                      |                                                                   |
| Vigna 89’                                                              | Marcatori            | 17’ Muntari                                                       |
| Simonetta Vigna Goretti Lauria Lombardi Roselli Ranocchia Floro Flores | Tiri di rigore 7 – 6 | Obodo Felipe Muntari Eremenko Asamoah Vargas De Martino D. Zenoni |

## Statistiche

### Statistiche di squadra
| Competizione | Punti | In casa | In casa | In casa | In casa | In casa | In casa | In trasferta | In trasferta | In trasferta | In trasferta | In trasferta | In trasferta | Totale | Totale | Totale | Totale | Totale | Totale | DR |
| Competizione | Punti | G       | V       | N       | P       | Gf      | Gs      | G            | V            | N            | P            | Gf           | Gs           | G      | V      | N      | P      | Gf     | Gs     | DR |
| ------------ | ----- | ------- | ------- | ------- | ------- | ------- | ------- | ------------ | ------------ | ------------ | ------------ | ------------ | ------------ | ------ | ------ | ------ | ------ | ------ | ------ | -- |
| Serie A      | 46    | 17      | 8       | 4       | 7       | 26      | 21      | 17           | 4            | 6            | 9            | 23           | 34           | 38     | 12     | 10     | 16     | 49     | 55     | -6 |
| Coppa Italia | -     | 0       | 0       | 0       | 0       | 0       | 0       | 3            | 2            | 0            | 1            | 7            | 2            | 3      | 2      | 0      | 1      | 7      | 2      | +5 |
| Totale       |       | 17      | 8       | 4       | 7       | 26      | 21      | 20           | 6            | 6            | 10           | 30           | 36           | 41     | 13     | 11     | 17     | 56     | 57     | -1 |

### Andamento in campionato
| Giornata  | 1  | 2 | 3 | 4 | 5 | 6 | 7 | 8 | 9 | 10 | 11 | 12 | 13 | 14 | 15 | 16 | 17 | 18 | 19 | 20 | 21 | 22 | 23 | 24 | 25 | 26 | 27 | 28 | 29 | 30 | 31 | 32 | 33 | 34 | 35 | 36 | 37 | 38 |
| --------- | -- | - | - | - | - | - | - | - | - | -- | -- | -- | -- | -- | -- | -- | -- | -- | -- | -- | -- | -- | -- | -- | -- | -- | -- | -- | -- | -- | -- | -- | -- | -- | -- | -- | -- | -- |
| Luogo     | T  | C | T | C | C | T | C | T | C | T  | T  | C  | T  | C  | T  | C  | T  | C  | T  | C  | T  | C  | T  | T  | C  | T  | C  | T  | C  | C  | T  | C  | T  | C  | T  | C  | T  | C  |
| Risultato | P  | V | N | V | N | V | N | N | P | P  | P  | V  | P  | N  | P  | V  | V  | P  | P  | V  | V  | V  | P  | N  | N  | N  | P  | P  | V  | P  | N  | V  | N  | P  | P  | P  | V  | P  |
| Posizione | 14 | 8 | 8 | 6 | 5 | 4 | 4 | 4 | 5 | 7  | 11 | 7  | 10 | 9  | 11 | 10 | 6  | 8  | 10 | 8  | 7  | 5  | 7  | 7  | 7  | 7  | 8  | 8  | 7  | 8  | 9  | 8  | 8  | 10 | 10 | 10 | 10 | 10 |

Legenda:

Luogo: C = Casa; T = Trasferta. Risultato: V = Vittoria; N = Pareggio; P = Sconfitta.

### Statistiche dei giocatori[2]
| Giocatore     | Serie A  | Serie A | Serie A     | Serie A    |
| Giocatore     | Presenze | Reti    | Ammonizioni | Espulsioni |
| ------------- | -------- | ------- | ----------- | ---------- |
| P. Barreto    | 26       | 4       | 3           | 0          |
| F. Casazza    | 1        | -2      | 0           | 0          |
| A. Coda       | 22       | 0       | 4           | 1          |
| G. D'Agostino | 23       | 0       | 3           | 1          |
| R. De Martino | 18       | 1       | 4           | 1          |
| M. De Sanctis | 36       | -50     | 2           | 0          |
| A. Di Natale  | 31       | 11      | 2           | 2          |
| A. Dossena    | 28       | 0       | 3           | 1          |
| R. Eremenko   | 6        | 0       | 1           | 0          |
| Felipe        | 12       | 1       | 3           | 1          |
| F. Gerardi    | 1        | 0       | 0           | 0          |
| M. Gotti      | 2        | 0       | 0           | 0          |
| A. Gyan       | 25       | 8       | 3           | 0          |
| V. Iaquinta   | 30       | 14      | 3           | 0          |
| A. Lukovic    | 5        | 0       | 1           | 0          |
| J. Montiel    | 8        | 0       | 0           | 0          |
| M. Motta      | 16       | 0       | 1           | 1          |
| S. Muntari    | 28       | 3       | 6           | 3          |
| C. Natali     | 32       | 0       | 10          | 0          |
| C. Obodo      | 30       | 5       | 4           | 0          |
| G. Paoletti   | 3        | -2      | 0           | 0          |
| G. Pinzi      | 32       | 1       | 14          | 0          |
| T. Schumacher | 1        | 0       | 0           | 0          |
| Siqueira      | 16       | 0       | 1           | 0          |
| T. Sivok      | 11       | 1       | 1           | 0          |
| C. Tiboni     | 2        | 0       | 0           | 0          |
| J. Virtanen   | 1        | 0       | 0           | 0          |
| C. Zapata     | 36       | 0       | 9           | 0          |
| T. Zapotocny  | 11       | 0       | 4           | 0          |
| D. Zenoni     | 20       | 0       | 4           | 0          |